# Turnicidae
Препеличарке (лат.Turnicidae) представљају породицу птица који садржи само два рода и петнаест врста.

## Опис
То су мале, збијене птице које настањују тло, а живе у тропским и суптропским подручјима Старог света. Имају кратка и заокружена крила и крећу се само ретким и кратким летовима. На ногама имају само по два прста. Сивосмеђе перје нешто већих женки је светлије него код мужјака. На јајима лежи само мужјак, а и сву бригу о младунцима води само он. Јаја се излегну након 12 до 13 дана, а младунци могу да лете у року од 2 недеље од излегања.

## Таксономија
Турнициди су традиционално смештане у Gruiformes или Galliformes (редове ждралова и фазана). Таксономија Сибли-Алквиста их је уздигла до редног статуса Turniciformes и базалних у друге Neoaves или зато што је њихова убрзана стопа молекуларне еволуције премашила границе осетљивости ДНК-ДНК хибридизације или зато што аутори нису извршили одговарајућа поређења у пару или обоје. Морфолошки, ДНК-ДНК хибридизација и подаци о секвенци указују на то да турнициди исправно припадају приморским птицама (Charadriiformes).

### Врсте
Породица Turnicidae:
- род Ortyxelos:
  - Ortyxelos meiffrenii
- род Turnix:
  - Turnix suscitator
  - Turnix varia
  - Turnix maculosa
  - Turnix sylvatica
  - Turnix ocellata
  - Turnix pyrrhothorax
  - Turnix tanki
  - Turnix castanota
  - Turnix hottentotta
  - Turnix melanogaster
  - Turnix nigricollis
  - Turnix everetti
  - Turnix worcesteri
  - Turnix velox

### Подврсте
- -{[[Turnix varius varius (Latham, 1802)}-

## Галерија
- Препаскова трипрстка (Turnix suscitator)
- Афричка трипрстка (Turnix sylvatica)
- Обојена трипрстка (Turnix varia)
- Црвеногруда трипрстка (Turnix pyrrhothorax)